# Матюхов, Эдуард Олегович
Эдуард Олегович Матюхов (род. 9 января 1971) — советский и российский хоккеист, защитник. Мастер спорта России. Тренер.

## Биография
Воспитанник «Спартака» Москва, тренеры Анатолий Ватутин, Юрий Борисов. Дебютировал в сезоне 1988/89 команде второй лиги ШВСМ-МЦОП Москва, в конце сезона провёл шесть матчей за «Спартак» в высшей лиге. Выступал за «Трактор» Липецк (1989/90), «Корд» Щёкино (1991/92), «Торпедо» Ярославль (1992/93 — 1993/94), «Яринтерком» (1992/93), «Торпедо-2» (1993/94), «Кристалл» Электросталь (1994/95), «Клеменснес» (Швеция, 1995/96), «Молот» и «Молот-2» (Пермь, 1996/97), «Ференцварош» (Венгрия, 1997/98).
Окончил ГЦОЛИФК (1988—1993).
Тренер в хоккейных школах «Шеллефтео» (Швеция, 1995—1996), «Ференцварош» (1997—1998), «Вымпел» Москва (1999—2006), «Атлант» Мытищи (2006—2007), «Олимпиец» Балашиха (2008—2016).

## Семья
Жена Ольга Матюхова — с 1993 года агент в одной из американских компаний. Окончила институт физкультуры (тренер по хоккею). Тренер-селекционер команды «Кристалла» Электросталь, генеральный менеджер ХК «Рысь», вице-президент ХК «Прогресс» Глазов.
Сын Антон (род. 1990) играл в хоккей в конце 2000-х в низших лигах, хоккейный судья. Сын Егор (род. 2003) играл в хоккей на юношеском уровне.